# اخشوا الموتى السائرون: الرحلة 462
اخشوا الموتى السائرون: الرحلة 462 (بالإنجليزية: Fear the Walking Dead: Flight 462) مُسلسل ويب من ستة عشر جزء مبني على قصة المسلسل التلفزيوني اخشوا الموتى السائرون. عرض في 4 أكتوبر، 2015 حتى 26 مارس، 2016، على موقع شبكة «AMC» الرسمي على الإنترنت. يتابع المسلسل قصة الطائرة في الرحلة رقم 462 في بداية إنشار العدوى.

## الممثلين والشخصيات
- بريندان مايرز بدور جاك بويل[2]
- ميشيل آنغ بدور أليكس[3]
- كاثلين غاتي بدور ديردي[4]
- ليزا والتز بدور سوزان
- بريت ريكابي بدور ماركوس[5]
- كيفن سيزمور بدور أنثوني[6]
- شيليا شو بدور كوني

## الحلقات
طالع أيضاً: قائمة حلقات اخشوا الموتى السائرون
| التسلسل | عنوان الحلقة       | تاريخ العرض    |
| ------- | ------------------ | -------------- |
| 1       | «الجزء الأول»      | 4 أكتوبر 2015  |
| 2       | «الجزء الثاني»     | 11 أكتوبر 2015 |
| 3       | «الجزء الثالث»     | 18 أكتوبر 2015 |
| 4       | «الجزء الرابع»     | 25 أكتوبر 2015 |
| 5       | «الجزء الخامس»     | 1 نوفمبر 2015  |
| 6       | «الجزء السادس»     | 8 نوفمبر 2015  |
| 7       | «الجزء السابع»     | 15 نوفمبر 2015 |
| 8       | «الجزء الثامن»     | 22 نوفمبر 2015 |
| 9       | «الجزء التاسع»     | 12 فبراير 2016 |
| 10      | «الجزء العاشر»     | 12 فبراير 2016 |
| 11      | «الجزء الحادي عشر» | 21 فبراير 2016 |
| 12      | «الجزء الثاني عشر» | 28 فبراير 2016 |
| 13      | «الجزء الثالث عشر» | 6 مارس 2016    |
| 14      | «الجزء الرابع عشر» | 13 مارس 2016   |
| 15      | «الجزء الخامس عشر» | 20 مارس 2016   |
| 16      | «الجزء السادس عشر» | 26 مارس 2016   |

## وصلات خارجية
- الموقع الرسمي
- اخشوا الموتى السائرون: الرحلة 462 على موقع IMDb (الإنجليزية)
- اخشوا الموتى السائرون: الرحلة 462 على موقع ليتربوكسد (الإنجليزية)
- اخشوا الموتى السائرون: الرحلة 462 على موقع كينوبويسك (الروسية)
- اخشوا الموتى السائرون: الرحلة 462 على موقع قاعدة بيانات الفيلم (الإنجليزية)